# Daphne Barak Erez

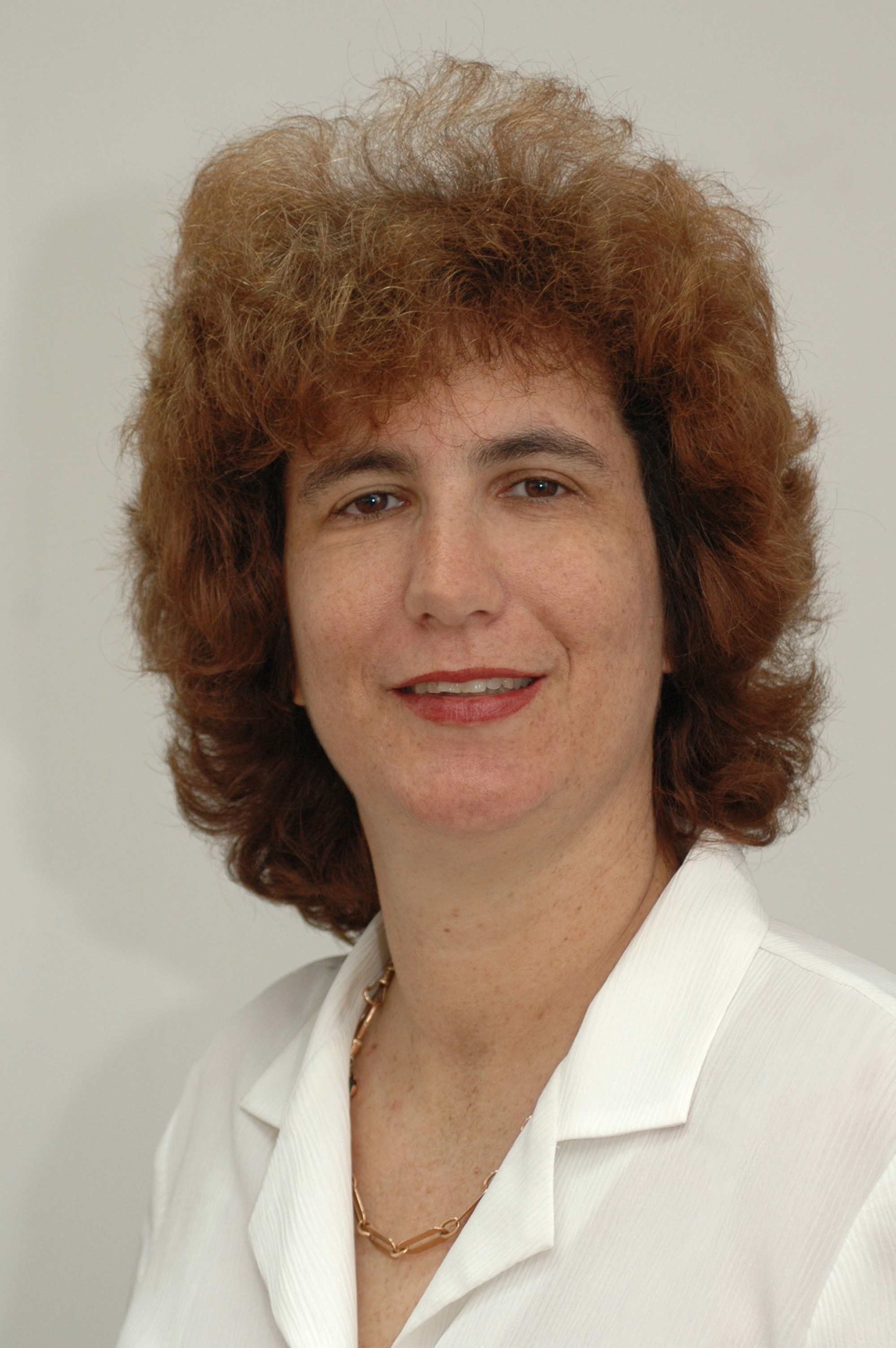
Daphne Barak Erez

Daphne Barak Erez (hebräisch דפנה ברק-ארז; * 2. Januar 1965) ist eine US-amerikanische Juristin und israelische Professorin und seit Mai 2012 Richterin am Obersten Gerichts Israels.

## Werdegang
Daphne Barak wurde 1965 in den Vereinigten Staaten geboren. Ihre Familie kehrte später in die Vereinigten Staaten zurück. Sie studierte und promovierte  an der Universität Tel Aviv. 2011 wurde sie zur Dekanin der rechtswissenschaftlichen Fakultät ernannt.

## Veröffentlichungen (Auswahl)
- Outlawed Pigs: Law, Religion and Culture in Israel. University of Wisconsin Press, 2007.
- Administrative Law. 2 volumes, 2010.

| Personendaten    | Personendaten                                                                |
| ---------------- | ---------------------------------------------------------------------------- |
| NAME             | Erez, Daphne Barak                                                           |
| ALTERNATIVNAMEN  | דפנה ברק-ארז (hebräisch)                                                     |
| KURZBESCHREIBUNG | israelische Juristin und Professorin, Richterin am Obersten Gerichts Israels |
| GEBURTSDATUM     | 2. Januar 1965                                                               |
| GEBURTSORT       | Vereinigte Staaten                                                           |